# Kimle-Károlyháza vasútállomás
Kimle-Károlyháza vasútállomás egy Győr-Moson-Sopron vármegyei vasútállomás, Károlyháza településen, a MÁV üzemeltetésében. Fizikailag Károlyháza központjában helyezkedik el, közúti elérését az 1-es főútból kiágazó 85 303-as számú mellékút biztosítja.
Jelenlegi nevét 2017. december 10. óta viseli, előtte Kimle, még korábban pedig Horvátkimle volt a neve. [Károlyháza ugyanis 2002-es önállósodása előtt Kimle része volt.]

## Vasútvonalak
Az állomást az alábbi vasútvonalak érintik:
- Budapest–Hegyeshalom-vasútvonal

## Kapcsolódó állomások
A vasútállomáshoz az alábbi állomások vannak a legközelebb:
- Lébény-Mosonszentmiklós vasútállomás (Budapest-Keleti pályaudvar, Budapest–Hegyeshalom-vasútvonal)
- Mosonmagyaróvár vasútállomás (Rajka vasútállomás, Budapest–Hegyeshalom-vasútvonal)

## Forgalom
| Járat                   | Útvonal | Gyakoriság                |
| ----------------------- | --- | ------------------------- |
| személyvonat            | Győr – Abda – Öttevény – Lébény-Mosonszentmiklós – Kimle-Károlyháza – Mosonmagyaróvár – Levél – Hegyeshalom (– Bezenye – Rajka) | 2 óránként                |
| gyorsított személyvonat | Budapest-Keleti – Ferencváros – Budapest-Kelenföld – (Biatorbágy → Bicske alsó → Bicske →) Alsógalla – Tatabánya (← Vértesszőlős) – Tóvároskert – Tata (← Almásfüzitő ← Almásfüzitő felső ← Szőny) – Komárom – Ács (← Nagyszentjános ← Győrszentiván) – Győr-Gyárváros – Győr – Abda – Öttevény – Lébény-Mosonszentmiklós – Mosonmagyaróvár – Levél – Hegyeshalom | Munkanapokon napi 1-2 pár |
| EuroRegio               | Győr – Abda – Öttevény – Lébény-Mosonszentmiklós – Kimle-Károlyháza – Mosonmagyaróvár – Levél – Hegyeshalom – Nickelsdorf (Miklóshalma) – Zurndorf (Zurány) – Parndorf (Pándorfalu) – Parndorf Ort (Pándorfalu község) – Bruck a.d. Leitha (Bruck-Királyhida)(– Götzendorf – Gramatneusiedl – Wien Grillgasse – Wien Hauptbahnhof (Bécs))                         | 2 óránként                |